# ジャパンブルー
株式会社ジャパンブルー（英: JAPAN BLUE Co.,Ltd）は、岡山県倉敷市児島に拠点を置くアパレル関連企業、およびそのブランド。

## 概要
デニム生地などの企画・販売を行っていた株式会社コレクトと関連会社でデニム製品の製造・販売を行っていた有限会社藍布屋（らんぷや）が2014年に合併して設立。
もとはデニム製品の企画やテキスタイル、藍染めを行う会社であったが、その後ジーンズを中心にしたカジュアル衣料の企画・製造・販売を手掛けるようになり、桃太郎ジーンズのブランドを立ち上げる。
桃太郎ジーンズを主体として事業を拡大させ、新ブランドJAPAN BLUE JEANSを立ち上げる。
日本国内のほか2019年までに海外28ヵ国で販売を行っている。
自社の藍染工房で染色した糸を自作の手織り織機で製織した生地を使用した「本藍手染め手織りジーンズ」が有名。

## 沿革
- 1992年 - 株式会社コレクト設立
- 1996年 - 有限会社藍布屋設立
- 1998年 - 本藍染め工房「藍のぞき」開設
- 2002年 - 直営1号店「らんぷや味野店」開店
- 2003年 - 手織り工房「鶴の工房」開設
- 同年 - ジーンズ縫製工場開設
- 2005年 - オリジナルジーンズ「桃太郎ジーンズ」を商標登録
- 2006年 - グループ本社新社屋ジャパンブルービル竣工
- 同年 - 桃太郎ジーンズの本格的な製造・全国販売を開始
- 同年 - 「桃太郎JEANS味野本店」開店
- 同年 - 「桃太郎JEANS中畦店」開店
- 2007年 - 東京事務所開設
- 同年 - 「桃太郎JEANS高円寺店」開店
- 2009年 - デニム織布工場開設
- 同年 - フランスにパリ事務所開設
- 同年 - 「桃太郎JEANS青山店」開店
- 2011年 - 海外向けオリジナルジーンズ「JAPAN BLUE JEANS」の製造・販売開始
- 2012年 - 「JAPAN BLUE JEANS」の国内販売開始
- 2013年 - 「JAPAN BLUE JEANS児島店」開店
- 2014年 - 株式会社藍布屋と株式会社コレクトを合併し株式会社ジャパンブルーを設立
- 2015年 - 「BLUE WALL」開店
- 同年 - 「桃太郎JEANS中畦店」を「桃太郎JEANS岡山駅店」に移転
- 2016年 - 「JAPAN BLUE JEANS岡山店」開店
- 同年 - 「JAPAN BLUE JEANS渋谷店」開店
- 2017年 - 「Urvin児島店」「Permanent Blue」開店
- 同年 - 「桃太郎JEANS広島店」開店
- 同年 - グループ本社新社屋ジャパンブルービル本館竣工
- 同年 - 「桃太郎JEANS大阪店」開店
- 2018年 - 「CROWN LABEL BY MOMOTARO JEANS」開店
- 同年 - 「JAPAN BLUE JEANS上野店」開店
- 同年 - 「桃太郎ジーンズ京都店」開店
- 2019年 - 「デニム研究所倉敷店」開店
- 同年 - 「SALON DE DENIM」開店
- 同年 - 「桃太郎JEANS岡山店」開店
- 同年 - 「JAPAN BLUE JEANS浅草店」開店

## 取り扱い商品

### 代表的な製品
- 桃太郎JEANS（桃太郎ジーンズ） - 主力製品。シルエットや生地などの違いにより、複数のレーベルに分かれている。
- JAPAN BLUE JEANS - 海外で展開を開始した製品。2012年から日本国内でも取り扱いを開始した。
- SETTO
- COLLECT - テキスタイルの企画・販売事業部。1995年にジンバブエ綿を使用した高級デニム「JAPAN BLUE DENIM」を発売。
- SHIN-DENIM - デニム特有の経年変化がほぼないデニム生地。2017年に地元岡山の高校の制服に採用された。
- 本藍手染め手織りジーンズ - 天然藍で染色した経糸を自作の手織り織機で製織した生地を使用したジーンズ。

## 関連会社
- JAPAN BLUE EUROPE（フランス）

## 参考サイト
- JAPAN BLUE CO.,LTD
- 公式Instagram@japanblue_pr_office - 株式会社ジャパンブルー広報室